# Деррик Пирс
Деррик Пирс (англ. Derrick Pierce, род. 1 марта 1974 года, Спрингфилд, штат Массачусетс, США) — американский порноактёр. Начал карьеру в фильмах для взрослых примерно в 2005 году. В детстве переехал с матерью в Южную Калифорнию и вырос в районе Сильмар долины Сан-Фернандо.

## Ранняя жизнь
Родился в Спрингфилде, штат Массачусетс и вырос в Лос-Анджелесе. Имеет французские и итальянские корни. Воспитывался матерью-одиночкой; считает, что она оказала чрезвычайно сильное влияние на его жизнь и является главной причиной его интенсивной признательности женщинам. Мать и её подруги также имели отношение к миру развлечений, и Пирс говорит, что воспитывался преимущественно в женской атмосфере, окруженный красивыми женщинами, привело к его влечению и близости с женщинами.
До начала работы в порнобизнесе Пирс в течение 16 лет был сертифицированным личным тренером и инструктором боевых искусств.

## Карьера
Первая сцена Пирса была с Ванессой Лэйн (Vanessa Lane) в Gothsend 4. Фамилию «Пирс» в качестве сценического псевдонима он выбрал потому что у него был пирсинг сосков и языка в то время, а имя «Деррик» предложила бывшая девушка. До начала съёмок в фильмах для взрослых пирс работал инструктором по боевым искусствам в Южной Калифорнии.

## Прочее
В мае 2008 года Деррик Пирс стал соведущим радиошоу "the Friday Night Threeway" на Playboy's Sirius Radio вместе с Кайли Айрлэнд.

## Награды и номинации
| Год  | Результат | Номинация | Фильм                                       |
| ---- | --------- | --- | ------------------------------------------- |
| 2007 | Номинация | Лучший мужчина-новичок | н/д                                         |
| 2007 | Номинация | Лучшая групповая сексуальная сцена — видео (вместе с Кайли Айрлэнд, Сандрой Ромейн, Арианой Джолли, Lexi Bardot, Annie Cruz, Vixen, Jordan Styles, Tyler Knight, Rick Masters, Jerry и Seth Dickens) | Corruption                                  |
| 2008 | Номинация | Лучший актёр, видео | Upload                                      |
| 2008 | Номинация | Лучшая парная секс-сцена, фильм (вместе со Стэфани Морган) | Debbie Does Dallas ... Again                |
| 2008 | Номинация | Лучший актёр второго плана, видео | Brianna Love: Her Fine Sexy Self            |
| 2008 | Номинация | Лучшая сцена триолизма (вместе с Санни Лэйн и Лейси Харт) | Big Bad Blondes                             |
| 2008 | Номинация | Лучшая сцена триолизма (вместе с Кайли Айрлэнд и Делилой Стронг) | Upload                                      |
| 2010 | Победа    | Невоспетый мужчина-исполнитель года | н/д                                         |
| 2011 | Номинация | Лучшая групповая сексуальная сцена (вместе с Бобби Старр, Dani Jensen, Madelyn Marie, Krissy Lynn, Carolyn Reese, Paul Chaplin, Chris Johnson и Danny Wylde)                                         | BatfXXX: Dark Night Parody                  |
| 2012 | Номинация | Лучшая М/Ж сцена (вместе с Лили Лабо) | Pervert                                     |
| 2013 | Номинация | Лучшая групповая сексуальная сцена (вместе с Gia DiMarco, Rihanna Rimes и Danny Wylde) | Star Wars XXX: A Porn Parody                |
| 2013 | Номинация | Лучшая сцена триолизма (Ж/Ж/М) (вместе с Айден Эшли и Энди Сан Димас) | The Dark Knight XXX: A Porn Parody          |
| 2014 | Номинация | Лучшая безопасная секс-сцена (вместе с Джессика Дрейк) | $ex                                         |
| 2014 | Номинация | Лучший актёр второго плана | Underworld                                  |
| 2014 | Номинация | Лучшая сцена триолизма — М/М/Ж (вместе с Элли Хейз и Ксандером Корвусом) | Wolverine XXX: An Axel Braun Parody         |
| 2015 | Номинация | Лучший актёр второго плана | Apocalypse X                                |
| 2015 | Номинация | Лучшая сцена триолизма — Ж/Ж/М (вместе с Lola Foxx и Mischa Brooks) | Apocalypse X                                |
| 2016 | Номинация | Лучший актёр | Magic Mike XXXL: A Hardcore Parody          |
| 2016 | Номинация | Лучшая М/Ж сцена (вместе с Картер Круз) | Batman v Superman XXX: An Axel Braun Parody |
| 2016 | Номинация | Лучшая групповая сексуальная сцена (вместе с Eva Lovia, Мэдди О’Райли и Кейраном Ли) | Flesh                                       |

| Год  | Результат | Номинация                              |
| ---- | --------- | -------------------------------------- |
| 2009 | Победа    | Лучший исполнитель (выбор поклонников) |

| Год  | Результат | Номинация                                                                   | Фильм                                         |
| ---- | --------- | --------------------------------------------------------------------------- | --------------------------------------------- |
| 2011 | Номинация | Исполнитель года                                                            | н/д                                           |
| 2012 | Номинация | Исполнитель года                                                            | н/д                                           |
| 2013 | Номинация | Исполнитель года                                                            | н/д                                           |
| 2013 | Номинация | Лучшая сцена — парный релиз (вместе с Грейси Глэм)                          | Breaking All Ties                             |
| 2014 | Победа    | Лучшая сцена — парный релиз                                                 | Tuff Love                                     |
| 2014 | Номинация | Режиссёр года — полнометражный фильм                                        | Tuff Love                                     |
| 2014 | Номинация | Исполнитель года                                                            | н/д                                           |
| 2014 | Номинация | Лучший актёр второго плана                                                  | Underworld                                    |
| 2014 | Номинация | Лучшая сцена — полнометражный фильм (вместе с Джессикой Дрейк)              | Underworld                                    |
| 2015 | Номинация | Исполнитель года                                                            | н/д                                           |
| 2015 | Номинация | Лучший актёр — полнометражный фильм                                         | Apocalypse X                                  |
| 2015 | Номинация | Лучший актёр второго плана                                                  | Wetwork                                       |
| 2016 | Номинация | Исполнитель года                                                            | н/д                                           |
| 2016 | Номинация | Лучший актёр — пародия                                                      | Magic Mike XXX: A Hardcore Parody             |
| 2016 | Номинация | Лучший актёр второго плана                                                  | Batman vs. Superman XXX: An Axel Braun Parody |
| 2016 | Номинация | Лучшая сексуальная сцена — пародия (вместе с Джессикой Дрейк)               | Magic Mike XXXL                               |
| 2016 | Номинация | Лучшая сексуальная сцена — All-Sex Release (вместе с Сири и Томми Пистолем) | Sirious                                       |

| Год  | Результат | Номинация                  | Фильм                              |
| ---- | --------- | -------------------------- | ---------------------------------- |
| 2007 | Победа    | Новичок                    | н/д                                |
| 2008 | Номинация | Сольное исполнение — актёр | Upload                             |
| 2016 | Победа    | Лучший актёр               | Magic Mike XXXL: A Hardcore Parody |